# Kju-ar kod
Kju-ar kod (engl. QR code) je matrični kod (ili dvodimenzionalni bar-kod) kreiran 1994. Stvorila ga je japanska korporacija Denso-Wave. „QR“ je akronim od Quick Response (brz odziv), pošto je tvorac nameravao da se sadržaj izuzetno brzo dekodira. Kju-ar kodovi su uobičajeni u Japanu, gde su trenutno najpopularniji dvodimenzionalni kodovi.

## Pregled
Iako prvenstveno korišćen za praćenje delova u proizvodnji vozila, Kju-ar kodovi se sada koriste u mnogo širem kontekstu, uključujući komercijalne aplikacije praćenja, kao i aplikacije koje su orijentisane na pogodnije korišćenje mobilnih telefona (poznato kao mobilno tagovanje). Kju-ar kodovi koji skladište adrese i URL-ove, mogu se pojavljivati u časopisima, na znacima, autobusima, vizitkartama, kao i na svakom objektu o kome bi korisniku mogle biti potrebne informacije.
Korisnici koji poseduju mobilni telefon sa kamerom i instaliranim odgovarajućim softverom, mogu da skeniraju sliku kju-ar koda, koji će uključiti internet pregledač i odvesti korisnika na ugrađenu URL adresu. Ovakav čin povezivanja sa fizičkih objekata je poznat kao hiperveza fizičkog sveta. Korisnici takođe mogu da stvore i štampaju sopstvene kju-ar kodove, da bi ih drugi skenirali i koristili, posetivši jedan od nekoliko sajtova za besplatno stvaranje Kju-ar kodova.

## Standardi
Kju-ar kod standard je nekoliko puta bio standardizovan.
- Oktobar 1997 -
- Januar 1999 - JIS X 0510
- Jun 2000 - ISO/IEC 18004:2000 Information technology —  (sada opozvan) Definiše Kju-ar kod Model 1 i Kju-ar kod Model 2 simbole.
- 01 Septembar 2006 - ISO/IEC 18004:2006 'technology — ” Definiše kju-ar kod 2005 simbole, ekstenziju za Kju-ar kod Model 2. Ne određuje način čitanja simbola Kju-ar kod Modela 1, niti zahteva saglasnost.

## Licenca
Kju-ar kod je otvorenog tipa u smislu da su specifikacije kju-ar koda dostupne javnosti i da se patentna prava, koja su u vlasništvu Denso Wavea, ne sprovode. Japanska veb stranica navodi da se kod pojma kju-ar kod radi o „zaštićenoj robnoj marci Denso Wave Incorporateda u Japanu i drugim državama“.

## Skladištenje
| Kju-ar kod kapacitet podataka |                            |
| ----------------------------- | -------------------------- |
| Samo numerički                | Maksimalno 7,089 karaktera |
| Alfanumerički                 | Maksimalno 4,296 karaktera |
| Binarni (8 bita)              | Maksimalno 2,953 bajtova   |
| Kanji/Kana                    | Maksimalno 1,817 karaktera |

| Kapacitet ispravke grešaka |                                    |
| -------------------------- | ---------------------------------- |
| Nivo                       | 7% kodnih reči može biti povraćen  |
| Nivo                       | 15% kodnih reči može biti povraćen |
| Nivo                       | 25% kodnih reči može biti povraćen |
| Nivo                       | 30% kodnih reči može biti povraćen |

Kju-ar kodovi koriste  kod za ispravljanje grešaka. Primer ispod prikazuje kako kju-ar kod rukuje sa distorzijama. Pikseli su dodavani ili oduzimani sa originalnog koda da bi se istražio granični nivo distorzije. Obe promenjene slike ostaju prepoznatljive koristeći „L nivo“ ispravke grešaka.
- Izvorni kod.
- Sa uklonjenim podacima.
- Sa dodatim podacima.

## Mikro kju-ar kod
Mikro kju-ar kod je umanjena verzija kju-ar kod standarda namenjen aplikacijama sa oslabljenom sposobnošću rukovanja velikih očitavanja.
Takođe, postoje tri različita oblika mikro kju-ar koda. Najviši od njih može da skladišti 35 karaktera.

## Dizajn
Dizajn kju-ar koda omogućava da se u njega ugrade privlačne slike ili logotipi, karakteri, ili fotografije u kju-ar kod, bez gubitka informacija sadržanih u samom kodu.
Britanska pop grupa Pet šop bojs je koristila kju-ar kod kao ilustraciju za njihov singl „Integral“ iz 2007, koji se mogao preuzeti samo preko interneta. Video za pesmu takođe sadrži kju-ar kod. Kada se kodovi ispravno očitaju, korisnici se preusmeravaju na veb stranicu o planovima za britansku nacionalnu identifikacionu karticu.

## Stvaranje kju-ar kodova (kodiranje)
Postoje mnogi alati koji su dostupni za stvaranje prilagođenih kju-ar kodova. Korišćenjem tih alatki, moguće je stvoriti kju-ar kod koji predstavlja broj telefona, SMS poruku i mnoštvo drugih mogućnosti.

## Spoljašnje veze
- Kju-ar kod – blog na srpskom
- QR Srbija Архивирано на веб-сајту  (27. фебруар 2021) - Sta je QR Kod i kako napraviti QR kod